# Lake Placid (plaats in New York)
Lake Placid is een plaats (village) in Essex County in de staat New York. Het ligt in het Adirondackgebergte.
Volgens de volkstelling van 2000 wonen er in totaal 2638 mensen. De plaats is genoemd naar het nabijgelegen meer. De plaats maakt deel uit van de town North Elba.

## Historie
Lake Placid werd een toeristenattractie aan het einde van de 19e eeuw. De Olympische Winterspelen van 1932 en 1980 werden hier gehouden. Over het meer/stadje is ook een gelijknamige film gemaakt in 1999 door Steven Spielberg. Deze gaat over een 30 meter lange krokodil die in het meer leeft. Verder komt de naam Lake Placid vaak terug in liedjes van de beroemde singer-songwriter Lana Del Rey. Meest recent in het 6 minuten durende liedje Taco Truck x VB uit haar nieuwe album Did You Know That There's a Tunnel Under Ocean Blvd (2023).

## Geografie
Lake Placid ligt ten zuiden van het gelijknamige meer Lake Placid. Dichter bij het plaatsje ligt echter het Mirror Lake, dat tot Lake Placid wordt gerekend. 

## Plaatsen in de nabije omgeving
De onderstaande figuur toont nabijgelegen plaatsen in een straal van 40 km rond Lake Placid.

## Geboren in Lake Placid
- Jim Shea sr. (1938), schansspringer
- Lana Del Rey (1985), singer-songwriter